# Quique González Casín
Enrique González Casín (Valladolid, España, 16 de mayo de 1990), más conocido como Quique González, es un futbolista español. Juega de delantero y su equipo es la U. D. Ibiza de la Primera Federación.

## Trayectoria
Nacido en Valladolid, Quique inició su carrera futbolística en 2009 con el Real Valladolid C. F. "B" ante un contrato de 3 años.
En 2010 se fue cedido por un año a la Unión Deportiva Logroñés. En 2011, Quique volvió de nuevo a las disciplinas del Real Valladolid B, y en 2012 subió al primer equipo.
En 2013 fichó por el Club Deportivo Guadalajara donde consiguió anotar 23 goles en la Segunda División B.
El 21 de junio de 2014 fichó por la Unión Deportiva Almería por cuatro años.
El 30 de enero de 2015 recaló en las filas del Real Racing Club de Santander en calidad de cedido para lo que restaba de temporada.
El 14 de julio de 2017 se anunció su fichaje por el Club Atlético Osasuna para las próximas 5 temporadas, tras pagar el equipo navarro la cláusula de rescisión de 1 500 000 €.
El 20 de julio de 2018 se anunció su contratación por parte del Real Club Deportivo de La Coruña para las siguientes cuatro temporadas, tras pagar el equipo gallego la cláusula de rescisión, que ascendía a 1 700 000 €.
El 14 de julio de 2019 la Sociedad Deportiva Eibar abonó la cláusula de rescisión del jugador que firmó por cinco temporadas con el conjunto armero. En ese periodo de tiempo disputó 118 partidos en los que anotó diez goles. Tras su salida del conjunto armero, firmó por la U. D. Ibiza en agosto de 2024.

## Estadísticas

### Clubes
| Club                         | País   | Liga      | Año       | PJ  | Goles |
| ---------------------------- | ------ | --------- | --------- | --- | ----- |
| Real Valladolid C. F. "B"    | España | 2.ªB      | 2008-2009 | 39  | 7     |
| Real Valladolid C. F.        | España | 2.ª       | 2010-2013 | 7   | 0     |
| U. D. Logroñés (cesión)      | España | 2.ªB      | 2011-2012 | 22  | 0     |
| C. D. Guadalajara            | España | 2.ªB      | 2013-2014 | 47  | 29    |
| U. D. Almería                | España | 1.ª       | 2014-2015 | 6   | 1     |
| Racing de Santander (cesión) | España | 2.ª       | 2015      | 19  | 4     |
| U. D. Almería                | España | 2.ª       | 2015-2017 | 83  | 32    |
| C. A. Osasuna                | España | 2.ª       | 2017-2018 | 44  | 5     |
| R. C. Deportivo de La Coruña | España | 2.ª       | 2018-2019 | 39  | 17    |
| S. D. Eibar                  | España | 1.ª y 2.ª | 2019-2024 | 118 | 10    |
| U. D. Ibiza                  | España | 2024-     | 1.ª F     |     |       |